# Сьюзі Велч
Сьюзі Велч (англ. Suzy Welch; нар. 1959) — американська письменниця, телевізійна коментаторка, бізнес-журналістка та публічний спікер. Її книга 2009 року «10-10-10:A Life Transforming Idea» була бестселером за версією «Нью-Йорк таймс». У співавторстві зі своїм вже покійним чоловіком Джеком Велчем створила 2 бестселера за версіями «Нью-Йорк таймс» і «Волл-стріт джорнел»: «Переможець» (2005 рік) і «Сам собі МВА. Про бізнес без цензури» (2015 рік), видані в тому числі й українською мовою.

## Молоді роки та освіта
Народилась 1959 року в Портленді (Орегон). Її батьки — Філіс та Бернард Спрінг.
Дитинство Сьюзі пройшло переважно в Нью-Йорку та в Новій Англії. Сьюзі навчалась в Академії Філліпса в Ексетері, в Гарварді та коледжі Редкліфф, а також в Гарвардській школі бізнесу, яку закінчила з найвищою відзнакою «Baker Scholar» в числі найкращих випускників її курсу (перші п'ять відсотків).

## Кар'єра
Сьюзі Велч розпочала свою кар'єру як репортер в «Маямі Геральд», і згодом в «Ассошіейтед Прес».
Після закінчення бізнес-школи вона кілька років працювала в «Bain & Company», міжнародній консалтинговій компанії, що спеціалізується на стратегічному консалтингу і базується в Бостоні. Пізніше її призначили головним редактором «Harvard Business Review». Тоді вона написала роман, редагувала численні книги та статті, що стосуються лідерства, організаційних змін та управління людськими ресурсами.
На початку 2002 року Сьюзі Велч була змушена піти у відставку з «Harvard Business Review» після того, як визнала свій роман з на той час одруженим Джеком Велчем, колишнім головним виконавчим директором General Electric, під час підготовки інтерв'ю з ним для журналу. Інформація про це була донесена до відома Джейн Велч, дружини Джека Велча на той час. Джек Велч розлучився з Джейн, і згодом одружився зі Сьюзі. Вихід того інтерв'ю було призупинено.
Разом зі своїм чоловіком Джеком Велчем Сьюзі була співавтором кількох бестселерів, серед яких «Переможець», її супутній випуск «Переможець: Відповіді», а також «Сам собі МВА. Про бізнес без цензури». Джек і Сьюзі також вели щотижневу колонку про проблеми бізнесу та кар'єри під назвою «The Welch Way» в журналі «Блумберг Бізнесвік» з 2005 по 2009 рік. Ці матеріали були опубліковані в 45 газетах по всьому світу синдикатом «Нью-Йорк таймс». Разом вони також заснували «Інститут менеджмента Джека Велча» — онлайн програму MBA.
Вона писала на тему «work–life balance» («баланс між роботою та життям») та висвітлювала питання культури в публікаціях таких видань, як зокрема «O, The Oprah Magazine» і «Волл-стріт джорнел». Крім того, вона була коментатором телевізійних програм, серед яких «Good Morning America», «The View», «Morning Joe», «Your World With Neil Cavuto» і «Power Lunch». Її професійна експертиза та здатність давати доречні коментарі зробили її постійним учасником шоу «The TODAY Show» і «Bulls & Bears».
Сьюзі Велч — відомий публічний спікер. Вона модерувала сесію запитань і відповідей на конференції «SXSW» (South by Southwest) між легендарним бізнес лідером і чоловіком Джеком Велчем та венчурним капіталістом Гері Вайнерчуком.